# Mundurek Mao

Mundurek Mao

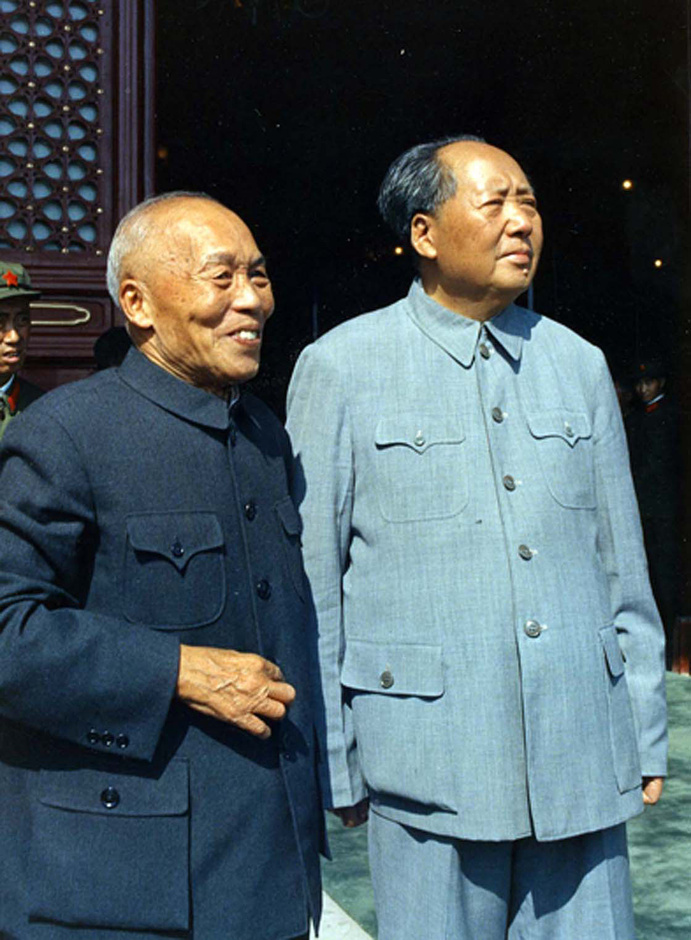
Mao Zedong i Li Zongren w mundurkach

Mundurek Mao – potoczna nazwa popularnego w Chinach, szczególnie w okresie maoizmu, ubioru. Ponieważ był strojem powszechnie noszonym przez Chińczyków w czasie rządów Mao Zedonga, stąd zachodnia opinia publiczna niesłusznie skojarzyła ten ubiór właśnie z nim i maoizmem, czyli lansowaną przez niego wersją komunizmu.

## Pochodzenie
W rzeczywistości „mundurek Mao” wywodzący się z Prus, pod koniec XIX wieku zaadaptowali reformujący swoje państwo Japończycy. Tam poznał go ojciec Republiki Chińskiej, Sun Jat-sen (pinyin: Sun Zhongshan), który przebywał kilka lat w Japonii. To on wprowadził ubiór do Chin i od jego imienia wywodzi się chińska nazwa: Zhōngshān zhuāng (chiń. 中山裝) – Mundur Jat-sena. Popularność ubioru stopniowo rosła, osiągając szczyt w okresie rządów Mao Zedonga.

## Użycie w Chinach
Przeniesiony do Chin przez Sun Jat-sena mundur upowszechnił się w Chinach po rewolucji Xinhai w 1911 roku. W okresie międzywojennym był to w Chinach oficjalny strój urzędniczy. Noszono do niego czapkę w stylu kepi.
Mundur sunjatsenowski szybko zyskał konotacje polityczne, gdy ze stroju urzędniczego stał się strojem działaczy Kuomintangu. Ubiór ten przejęli także działacze komunistyczni, zastępując czapkę kepi zapożyczoną od bolszewików „leninówką”, nazywaną potocznie „czapką wyzwoleńczą”.
Ubiór ten upowszechnił się na szerszą skalę po utworzeniu Chińskiej Republiki Ludowej w 1949 roku, będąc oficjalnym strojem noszonym przez działaczy Komunistycznej Partii Chin. Mundurek ten stał się powszechnym strojem wśród Chińczyków w okresie rewolucji kulturalnej (1966–1976), gdy wprowadzono rygorystyczne zasady względem ubioru, zabraniając między innymi noszenia strojów „burżuazyjnych”, czyli kolorowych i ozdobnych. Charakterystyczne dla tego okresu historii są obrazy zunifikowanych pod względem stroju Chińczyków, ubranych właśnie w jednolite pod względem koloru mundurki.
Po śmierci Mao w 1976 roku ubiór ten właściwie wyszedł z użycia, również działacze partyjno-państwowi zarzucili go w latach 90. XX wieku na rzecz zachodnich garniturów. Obecnie strój ten noszą głównie mieszkańcy wsi i ubożsi obywatele.